# Indotipula gurneyana
Indotipula gurneyana är en tvåvingeart som först beskrevs av Alexander 1978.  Indotipula gurneyana ingår i släktet Indotipula och familjen storharkrankar. Inga underarter finns listade i Catalogue of Life.